# Bløf
Bløf (stylisé BLØF) est un groupe néerlandais de rock, originaire de Flessingue, en Zélande.

## Histoire
En 1997, des luttes internes entraînent presque la séparation du groupe et le batteur Tjoonk es licencié et remplacé par Chris Götte. Avec l'aide de l'ancien manager de Doe Maar, Frank van der Meijden, le groupe décroche un contrat d'enregistrement avec EMI. Le premier single sorti après ces changements, Liefs uit Londen, est un succès national. Il devient le premier succès du groupe dans le Top 40 néerlandais, atteignant la 13e place. La chanson est inspirée du jeu de société Reis om de Wereld.
En 2005, Bløf voyage dans le monde entier afin de s'exposer à de nouvelles cultures et de s'inspirer d'un nouvel album. Ces efforts aboutissent à la sortie d'Umoja en 2006, qui vise à sensibiliser le public aux objectifs du Millénaire pour le développement. Le groupe collabore avec des artistes des 12 pays qu'il a visités, ce qui donne lieu à un livre, Umoja Travel Lodge, à des concerts aux Pays-Bas et à un DVD de ces concerts, ainsi qu'à la participation d'un certain nombre de musiciens internationaux au projet. Le groupe déclare plus tard qu'il avait largement sous-estimé la quantité de travail qu'impliquait un projet de cette envergure. Ils jouent le premier concert de rock de l'histoire du Bhoutan, qui est en 2006 le plus grand concert en termes d'affluence que le pays ait connu jusqu'alors.
En avril 2017, Bløf sort AAN, un album comprenant une collaboration avec le rappeur Typhoon et un hommage à Thé Lau, le leader du groupe Scene et ami proche de Jakobsen, décédé en 2015. Zoutelande, une reprise néerlandaise de la chanson allemande Frankfurt Oder de Bosse, est réenregistrée en duo avec la chanteuse belge Geike Arnaert. Elle a atteint la première place en janvier 2018 et y est restée pendant plus de dix semaines. Plus tard en 2018, Bløf sort le single Omarm me en collaboration avec le rappeur néerlandais Ronnie Flex. Le succès surprise de Zoutelande permet à Bløf d'être la tête d'affiche du Pinkpop Festival en 2018.
Bløf célèbre son 30e anniversaire en 2022, Slager attribuant sa survie à l'absence de conflits financiers. Bien que Slager ait droit à 62,5 % des revenus du groupe en vertu de la loi néerlandaise sur les droits d'auteur en tant qu'unique parolier du groupe, il divise toutes les compensations de manière égale entre les quatre membres. Cette année-là, ils sortent leur 14e album studio, intitulé Polaroid.

## Membres
- Paskal Jakobsen - chant, guitare
- Bas Kennis - claviers
- Peter Slager - basse
- Norman Bonink - batterie

## Discographie

### Albums studio
- 2011 : Alles Blijft Anders
- 2014 : In Het Midden van Alles
- 2015 : De Grasbroek Sessies
- 2017 : Aan
- 2022 : Polaroid